# Neuwiedi csata
A neuwiedi csata 1797. április 18-án zajlott le  a Lazare Hoche vezette francia köztársasági erők és a 
Franz Freiherr von Werneck tábornok által irányított osztrák erők között. A franciák győztek, az osztrákok 10 000 embert és 27 ágyút vesztettek.

## A csata leírása
A csatát az osztrákok kezdték: támadást indítottak a francia jobboldal ellen, Kray Pál az osztrák balszárny élén ágyútüzet zúdított rájuk. Több támadás ellen a kulcspozíciót az osztrák jobbszárny Bendorf falu közelében vette fel, a francia gyalogság, több század lovassággal támogatva  képes volt arra, hogy az osztrákokat kivesse állásaiból.
A francia lovasság az osztrákok nagy részét  Sayn faluból kiverte. Hoche elindította Antoine Richepanse hadoszlopát a visszavonuló osztrákok üldözésére. Richepanse-nak sikerült  hét ágyút, ötven lőszeres rekeszt és öt osztrák fegyvernemi zászlót zsákmányolni. A francia gyalogság támogatva  Lefebvre ágyúit, sikerült eltávolítani az osztrákokat Zollengersből (ma Neuwied része), így végső vereséget mértek az osztrák balszárnyra.
Mivel a francia jobbszárny az osztrák balszárnyat támadta, Hoche elindította a második támadást, ezúttal az osztrák centrum ellen. A tüzérségi zárótűz után, Paul Grenier a gránátosaival rohamot indított Heddersdorf erődítményei ellen és a faluban szuronyrohamot vezényelt. Michel Ney huszárjai balról átkarolták az osztrák centrumot .  Ezek a támadások az osztrák közepet visszavonulásra kényszerítették.
Miután Richepanse kiűzte őket, az osztrák balszárny Kray Pál tábornok keze alá gyülekezett, aki képes volt arra, hogy ellenálljon a további francia támadásoknak. Ezzel számolva, Hoche elindította Grenier gránátosait  és több század dragonyost és huszárt Kray erői ellen. E támadás hatására az osztrák balszárny összeomlott és a roham során a huszárok elfogtak 4000 osztrákot és megszereztek két fegyvernemi zászlót. A francia balszárnynak Championnet vezetésével sikerült kiűzni az osztrákokat Altenkirchenből és Uckerathból.

## Következmények
Az osztrák hadsereg 3000 embert vesztett a csatában, a másik 7000 katonájuk fogságba esett. A franciák huszonhét ágyút és hét osztrák fegyvernemi lobogót zsákmányoltak. Hoche sikeres támadását megállította az előzetes tárgyalás, amely a leobeni szerződéshez vezetett.

## Fordítás
- Ez a szócikk részben vagy egészben  a   Battle of Neuwied (1797) című angol Wikipédia-szócikk fordításán alapul.  Az eredeti cikk szerkesztőit annak laptörténete sorolja fel. Ez a jelzés csupán a megfogalmazás eredetét és a szerzői jogokat jelzi, nem szolgál a cikkben szereplő információk forrásmegjelöléseként.